# Beauftragter der Bundesregierung für Menschenrechtsfragen
Der Beauftragte der Bundesregierung für Menschenrechtsfragen ist ein Amt, das von den 1970er Jahren bis 2025 bestand. Es war im Bundesministerium der Justiz angesiedelt.

## Aufgaben
Zu den Aufgaben des Beauftragten gehörte die Vertretung der Bundesregierung vor dem Europäischen Gerichtshof für Menschenrechte in dessen Funktion als Verfahrensbevollmächtigter sowie die Überwachung der folgerichtigen Umsetzung von Entscheidungen des Gerichtshofs in Deutschland. Für die Verbesserung des weltweiten Menschenrechtsschutzes engagierte sich der Beauftragte in den verschiedenen Gremien und Ausschüssen der Vereinten Nationen, der Europäischen Union und des Europarates. Der Beauftragte war u. a. Verbindungsbeamte für die Europäische Grundrechteagentur und Mitglied des Kuratoriums des Deutschen Instituts für Menschenrechte.
Darüber hinaus arbeitete der Beauftragte kontinuierlich an der Fortentwicklung menschenrechtlicher Übereinkommen des Europarats und der Vereinten Nationen mit und erstellte Staatenberichte, aus denen hervorging, welche Maßnahmen Deutschland zur Erfüllung seiner vertraglichen Verpflichtungen umgesetzt hatte.

## Beauftragter
Beauftragte waren Helga Voelskow-Thies und Klaus Stoltenberg. Ab Dezember 2004 wurde das Amt von Almut Wittling-Vogel ausgeübt, die seit dem 1. September 2011 auch die neue Unterabteilung für Menschenrechte, EU-Grundsatzfragen und Völkerrecht des BMJ leitete. Spätestens ab 2021 bis zur Auflösung der Beauftragtenstelle 2025 hatte Sigrid Jacoby das Amt inne.